# Paul Tresson
Pour les articles homonymes, voir Tresson.
Paul Tresson est un abbé et égyptologue français, né à Réméréville le 25 août 1876 et mort à Grenoble le 25 mars 1959.
Il est connu pour avoir contribué au classement de la collection d'égyptologie du Musée de Grenoble, à la suite de l'illustre fratrie Champollion.

## Biographie
Paul Tresson est le fils d’Émile Tresson et d'Anne-Marie Sauveur (son épouse). Lorsque Paul est âgé de dix ans, son père, nommé 
directeur de la régie des tabacs et allumettes, fait l’objet d’une  mutation à Grenoble. De 1886 à 1900, le jeune Paul fait ses humanités au lycée de Grenoble, et après le baccalauréat devient licencié ès-lettres de la Faculté des Lettres de sa ville.
Il est séminariste au Grand séminaire de Nancy de 1900 à 1904, puis poursuit sa formation de prêtre au séminaire Saint-Sulpice à Paris. Il est ordonné prêtre cette même année (1904) et commence une carrière d'enseignant en lettre et histoire à Lunéville.
Il revient à Grenoble vers 1910, où il entre en fonction au collège de Corenc, puis à l'externat Notre-Dame.
Enclin à une grande curiosité scientifique et passionné d’orientalisme, polyglotte (notamment arabe et hébreu), il passe de l’histoire sainte (qu'on lui avait enseigné pendant ses études) à l’Égypte antique, à la suite d'une rencontre avec le fondateur de l’égyptologie à Lyon, Victor Loret auprès de qui il s’initie aux hiéroglyphes et à la civilisation égyptienne antique.
En 1917, il est reçu membre associé de l'Académie delphinale de Grenoble, puis membre de plein droit au fauteuil no 58 à la séance du 23 décembre 1921. En 1920 parait son ouvrage L’inscription d’Ouni à Institut français d'archéologie orientale (IFAO). En 1921, la fonction de chargé de cours d’histoire ancienne à la Faculté des Lettres lui est confiée.
On sait qu'il habitat le Chalet Saint-Michel, route de Corenc à La Tronche, au moins depuis le début des années 1920 jusqu'à sa mort.
Il décède le 25 mars 1959.
L’Abbé repose aujourd’hui au cimetière Saint-Roch avec ses sœurs Anne-Marie et Jeanne (épouse de Louis Marius Vallier) dans le caveau de la sépulture de la famille Vallier. Une simple mention figure sur le monument : « Monsieur l’abbé Paul Tresson décédé le 25 mars 1959 ».

## Travaux
Fin égyptologue et historien, ses travaux se concentrent sur l'important héritage égyptologique de la région de Grenoble, grâce aux campagnes napoléoniennes (1799-1801) en Égypte et le travail de nombreux égyptologues professionnels et amateurs du Dauphiné qui ramenèrent et collectionnèrent parmi les plus belles pièces d'Égypte antique en Isère.
De 1922 à 1928, il répertorie et étudie les objets des collections dauphinoises privées, notamment celles du Comte Louis de Saint-Ferriol au château d'Uriage et du collectionneur Jean-Marie Dubois-Aymé. Il publie La stèle de Kouban, ouvrage de référence sur une stèle de Ramsès II, l'une des plus importantes découvertes de l'égyptologie au XIXe siècle.
Il publie en 1927 dans la Revue biblique : Le  voyage du comte Louis de Saint-Ferriol à travers le désert du Sinaï d’après son journal inédit
En 1932, toujours à la recherche de travaux inédits à étudier et à publier, il découvre l’inventaire manuscrit inédit des antiquités égyptiennes du Cabinet des Antiques (à la Bibliothèque municipale de Grenoble) que Jean-François Champollion, alors bibliothécaire en titre, avait dressé en 1810-1811.
En 1933, il publie son propre inventaire des collections égyptiennes de la ville, en constante expansion : Catalogue  descriptif  des  antiquités égyptiennes de la salle Saint-Ferriol du musée urbain, auquel il ajoute deux compléments en 1945 et 1950.
Autres publications : 
- La stèle du vizir Ousir au Musée de Grenoble (1945)
- Deux petits monuments de la salle égyptienne de Grenoble (1945)